# Circuito Urbano de La Bañeza
El Circuito Urbano de La Bañeza es un trazado por las calles de La Bañeza en el que se realiza el Gran Premio de Velocidad "Ciudad de La Bañeza" en el mes de agosto. Es la única prueba de velocidad, junto al Trofeo de Velocidad "Fira d'Agost" de Játiva y al Trofeo de Velocidad de Algueña , que se disputa en circuito urbano en España.

## Seguridad
Con el paso del tiempo y la disputa anual del Gran Premio de Velocidad, la organización de la carrera ha ido variando el circuito urbano para encontrar el trazado más seguro para los pilotos y el público asistente.
En el recorrido actual, la mayoría de curvas tiene una vía de escape natural, que coincide con la continuidad de la calle.
Todos los años se realiza de manera previa a la realización del evento, un asfaltado de los tramos más deteriorados por el tráfico diario, así como una limpieza de las calles para evitar objetos que puedan provocar accidentes. En la madrugada del Sábado, voluntarios del Motoclub Bañezano proceden a la instalación de pacas de paja rectangulares y barreras New Jersey, en todo el perímetro del circuito, para delimitar el recorrido y proteger las zonas consideradas como peligrosas, en las cuales está prohibido pasar, haciendo un muro de tres pisos con las pacas de paja.
Durante la celebración del Gran Premio, se despliega un dispositivo de seguridad, con efectivos de la Policía Municipal, Guardia Civil, voluntarios de Cruz Roja, siete ambulancias y dos ambulancias Uvi móvil.

## Trazado

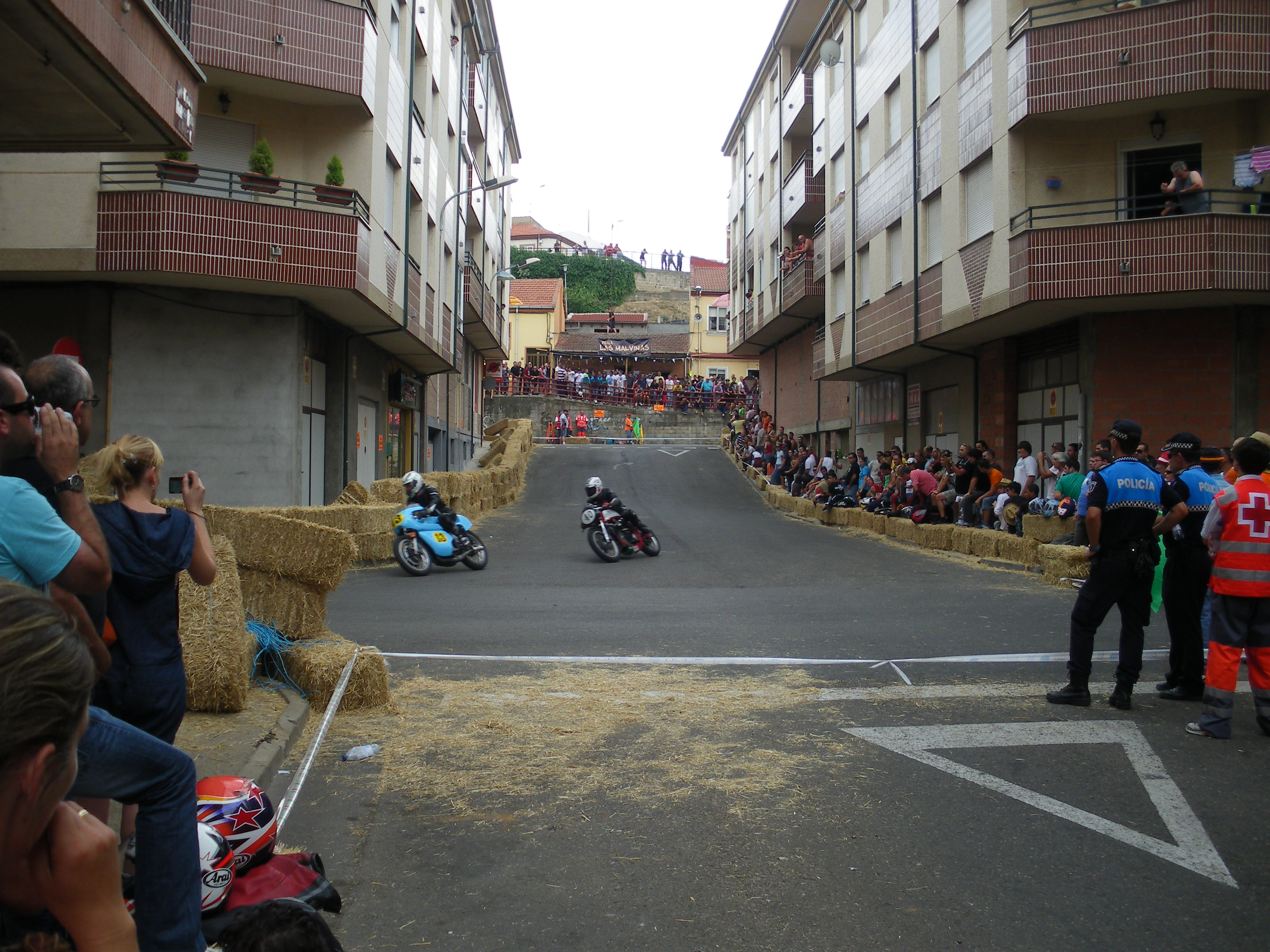
Una de las curvas del Circuito de La Bañeza

El recorrido del trazado se hace en sentido horario. 
La parrilla de salida, línea de salida y la de meta están situadas hacia la mitad de la calle San Julián, la mayor recta del circuito con 350 metros, en la que desemboca la entrada y salida a boxes. La primera curva realiza la chicana Ángel Nieto de izquierda a derecha, para continuar en bajada a una curva bastante abierta a derechas, conocida como curva Benjamín Grau, que llega a una pequeña recta donde los pilotos realizan la primera apurada de frenada para tomar una curva de más de 90° de derechas, conocida como Curva las Angustias. A la salida de esta curva se encuentra otra chicana de izquierda a derecha que da encuentro a una gran recta de 230 metros en el Paseo del Jardín, para a continuación llegar a la zona conocida como el Sacacorchos bañezano donde se encuentran cuatro curvas consecutivas de 90° alternando la izquierda con la derecha, siendo la primera curva con un cambio de rasante bastante pronunciado. Seguidamente se llega a la zona del Parque Infantil, con una primera curva abierta a izquierdas, seguida de una derechas con gran anchura lo que permite una tumbada del piloto bastante pronunciada. A continuación se llega a un tramo recto, anterior a la curva de 90° a derechas conocida como curva de Incovasa, en la que comienza una recta de 250 metros en subida, hasta la última curva a derechas de 90° que da lugar a la llegada en la calle San Julián, en tramo recto y finalización en la línea de salida.

## Boxes
Los boxes del circuito urbano de La Bañeza están situados en la calle Armonía, así como en la calle Carmen y calle Bello Horizonte, paralelas a la recta de salida y con la que se comunica a través de un único pit lane.
Los vecinos residentes en la calle de boxes ceden en muchas ocasiones tomas de electricidad, agua e incluso acceso a sus propias viviendas a los pilotos. Durante la celebración de las carreras, el público puede acceder a los boxes de los equipos que compiten, viendo de primera mano los arreglos y modificaciones que son hechas a las motocicletas.

## Gradas
El trazado, que es de acceso gratuito, no cuenta con ninguna grada artificial, pero si con dos gradas naturales situadas en una calle con cuesta muy pronunciada y en una acera aterrazada, en las curvas 5 y 7 respectivamente. En el resto del recorrido, el público puede seguir el acontecimiento en las aceras circundantes al circuito, salvo en las zonas catalogadas como peligrosas que coinciden con las zonas de escape y las vallas de contención.